# Bundesakademie für Sicherheitspolitik

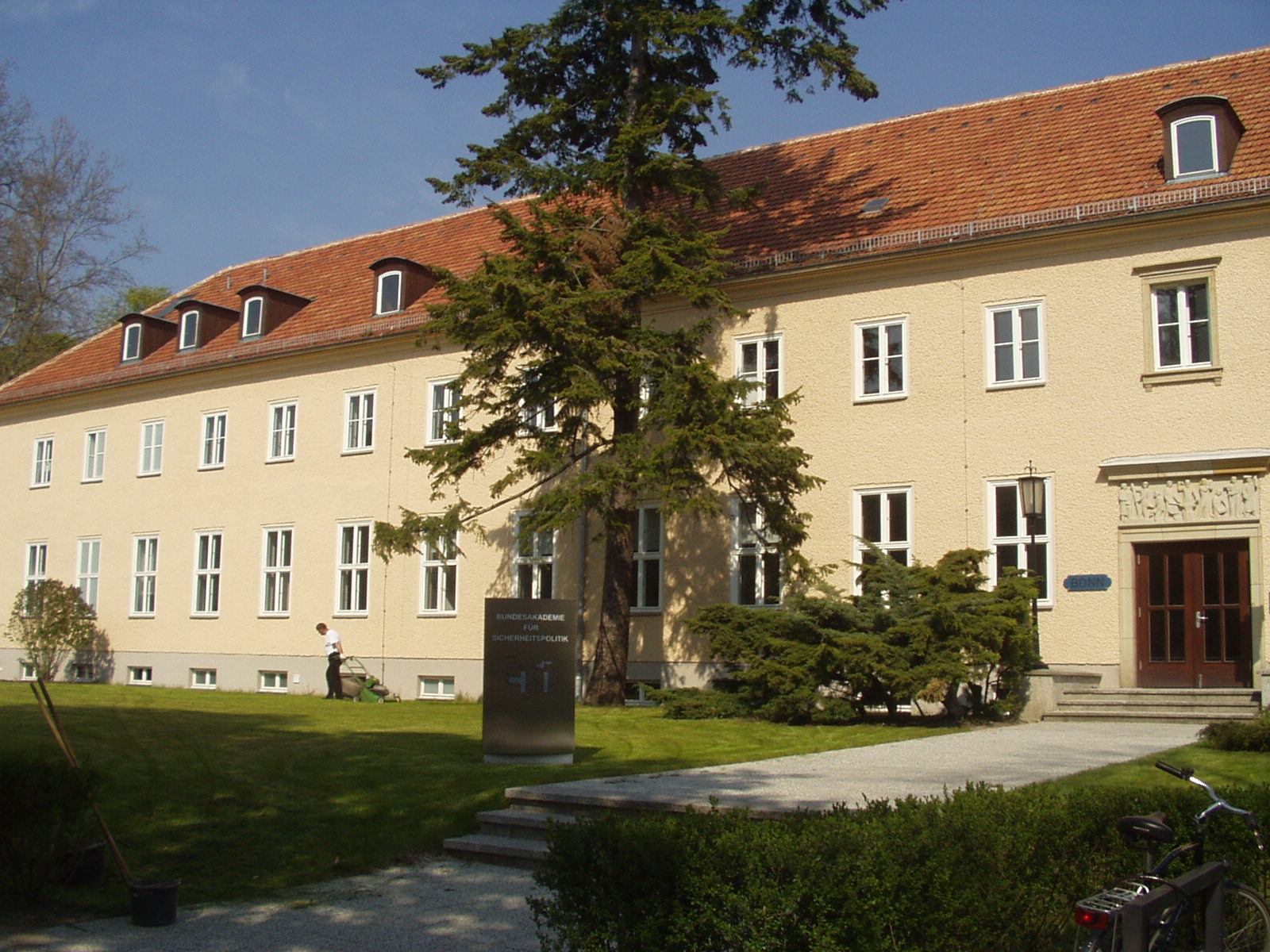
Bundesakademie für Sicherheitspolitik, Haus Bonn in Berlin-Pankow

Die Bundesakademie für Sicherheitspolitik (BAKS) ist die ressortübergreifende Weiterbildungsstätte der Bundesrepublik Deutschland auf dem Gebiet der Sicherheitspolitik. Das auftraggebende Kuratorium ist der Bundessicherheitsrat. Sitz der BAKS ist ein Gebäudekomplex der Schlossanlage Schönhausen in Berlin-Niederschönhausen. Seit Januar 2024 ist Generalmajor Wolf-Jürgen Stahl Präsident der BAKS.

## Auftrag und Ziel
Die BAKS soll Führungskräfte aus Bund und Ländern und aus sicherheitspolitisch relevanten privaten Bereichen gemeinsam über die Ressortgrenzen hinaus weiterbilden. Dabei werden Bereiche der Sicherheitspolitik und des staatlichen und menschlichen Handelns erfasst. Sie soll ferner ein Netzwerk innerhalb des obigen Personenkreises schaffen. Die BAKS sieht sich als ein Diskussionsforum für die sicherheitspolitischen Interessen und soll die Rolle Deutschlands im Rahmen der internationalen Gemeinschaft und internationalen Organisationen aller Art sowie einen Konsens in Fragen der Sicherheitspolitik fördern.

## Konzept
Um ihre sicherheitspolitischen Aufgaben in Zukunft weiterhin umfänglich zu erfüllen, orientiert sich die BAKS seit 2015 an folgendem Akademiekonzept:
Öffentlicher Diskurs und KommunikationNeu ist die Öffnung des sicherheitspolitischen Diskurses in die breitere Öffentlichkeit hinein. Für diese Aufgabe wurde zunächst der Bereich „Kommunikation“ geschaffen; seit Herbst 2015 wurde er weiter professionalisiert und heißt „Kommunikation und öffentlicher Diskurs“. Mit klassischer Pressearbeit, Öffentlichkeitsarbeit, Internetredaktion, Sozialen Medien und Bürgerdialogen sowie der Förderung sicherheitspolitischen Nachwuchses hat sich mittlerweile eine der tragenden Säulen in der Akademiearbeit etabliert.
Die LehreDas Kernseminar richtet sich an Mitarbeiter aus Bundesministerien, die darauf vorbereitet werden sollen, sicherheitspolitische Schlüsselreferate zu übernehmen. Der Lehrgang steht vergleichbaren Teilnehmern aus Wirtschaft und Gesellschaft offen. Das Führungskräfteseminar für Leitungspersonal aus Staat, Wirtschaft und Gesellschaft soll den Teilnehmern in einer intensiven Austauschphase von drei Wochen die Gelegenheit geben, ihr Wissen über komplexe sicherheitspolitische Themen zu vertiefen.
Fachveranstaltungen und internationale KooperationenJedes Jahr veranstaltet die BAKS etwa 70 Veranstaltungen mit circa 4000 Teilnehmern. Für die nationale und die internationale Fachebene wird die Bundesakademie als Plattform für Fragen zukünftiger Sicherheitspolitik und Strategie weiter ausgebaut. Damit soll der vertrauensvolle Meinungsaustausch zwischen Fachleuten gestärkt werden.

## Geschichte
Seit Mitte der 1980er Jahre wurde eine nationale Ausbildungseinrichtung für die Diskussion und Verbreitung sicherheitspolitischer Themen diskutiert, wie sie in anderen Ländern bereits bestand (zum Beispiel die National Defense University in Washington, D.C., das Institut des Hautes Etudes de Défense Nationale in Paris oder das Royal College of Defence Studies in London).
Im Sommer 1987 befasste sich erstmals der Bundessicherheitsrat mit der Frage einer Einrichtung und beschloss folgende Grundforderungen für eine solche Institution:
- „Die vielfältigen internationalen Einbindungen der Bundesrepublik Deutschland erfordern die Heranbildung von Führungspersonal, das befähigt ist, nationale Interessen im internationalen Bereich wirkungsvoll zu vertreten.“
- „Voraussetzung hierfür ist eine über die Ressortgrenzen hinaus reichende sicherheitspolitische und gesamtstrategische Grundorientierung, die auf einem gemeinsamen Verständnis der nationalen deutschen Interessenlage beruht.“
- „Die Akzeptanz unserer Sicherheitspolitik in der Bevölkerung ist ein vitales Element der Sicherheit selbst. Die verstärkte sicherheitspolitische Diskussion in der Öffentlichkeit verlangt fachlich kompetente Führungskräfte in Regierung, Wirtschaft, Wissenschaft und Medien, die die erforderliche Meinungsführerschaft übernehmen können.“
- „Der Wunsch nach stärkerer sicherheitspolitischer Zusammenarbeit mit unseren europäischen Verbündeten verlangt eine dem internationalen Standard entsprechende Vorbildung deutscher Beamter und Offiziere auf nationaler Ebene.“

Danach befasste sich ein interministerieller Ausschuss mit dem Thema und empfahl die Einrichtung einer entsprechenden Institution, welche die Grundforderungen umsetzen sollte. 1988 stimmte der Bundessicherheitsrat der Empfehlung zu und beauftragte den Ausschuss mit der Erstellung eines Curriculums für die Einrichtung, das dann im Sommer 1989 vom Ausschuss beschlossen wurde.

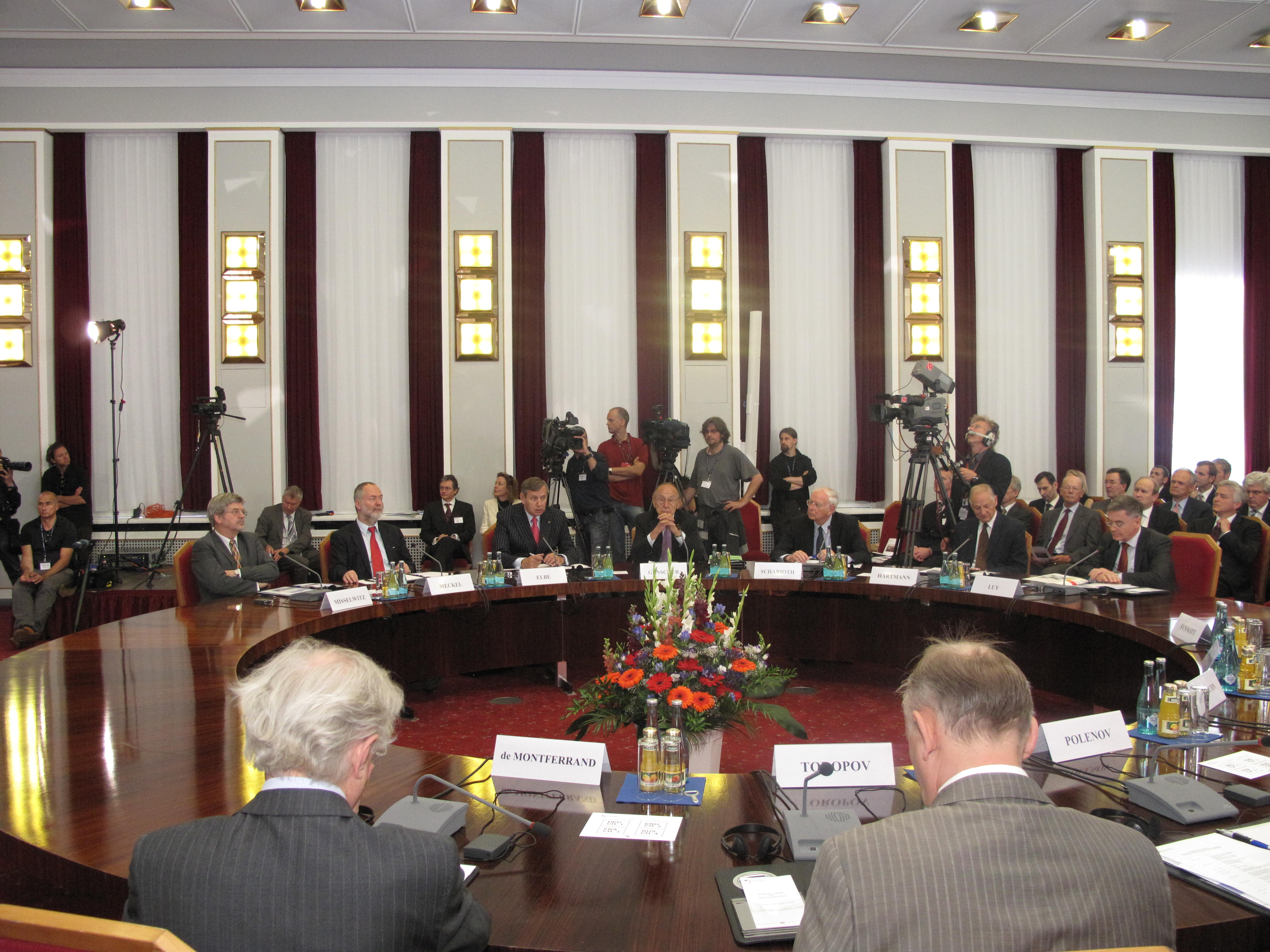
Festakt zum 20-jährigen Jubiläum der Zwei-plus-Vier-Verträge

Im Februar 1990 stimmte der Bundessicherheitsrat dem Curriculum zu und beschloss die Einrichtung einer Akademie im Geschäftsbereich des Bundesministeriums der Verteidigung. Im Sommer des gleichen Jahres einigte sich das Bundeskabinett auf die Einrichtung der BAKS, und der Bundessicherheitsrat wurde als Kuratorium der Akademie bestimmt.
1992 nahm die Akademie ihre Arbeit unter Präsident Admiral a. D. Dieter Wellershoff in der Rosenburg in Bonn auf. Gleichzeitig wurde ein Beirat eingerichtet, der die Arbeit der Akademie vor allem mit Empfehlungen zur Ausgestaltung der Lehre begleiten sollte.
2002 beschloss das Kuratorium auf Empfehlung des Beirates und der Akademie die endgültige Verlegung nach Berlin. Nach umfangreichen Bau- und Renovierungsarbeiten ist die neue Liegenschaft in der Schlossanlage Schönhausen in Berlin-Pankow im März 2004 bezogen worden.
Seit März 2004 hat die Bundesakademie für Sicherheitspolitik eine in den Park der Schlossanlage Schönhausen integrierte eigene Anlage mit Vortragssälen, Konferenzräumen und Büros. Mit dem Umzug nach Berlin erhöhten sich die Anforderungen an die Akademie enorm und machten eine neue Struktur erforderlich, die 2007 eingeführt wurde.
Im April 2015 wurde gemeinsam mit dem Freundeskreis der BAKS e. V. der Arbeitskreis „Junge Sicherheitspolitiker“ gegründet, der die gezielte Vernetzung junger Fach- und Führungskräfte aus Politik, Behörden und Gesellschaft fördert und seine Mitglieder in die Arbeit der Bundesakademie einbezieht.
2021 wurde das Kompetenzzentrum Strategische Vorausschau in Dienst gestellt, welches u. a. mit dem regelmäßig stattfindenden Methodenseminar, sowie weiteren Veranstaltungen und Veröffentlichungen die ressortübergreifende Methodenkompetenz und Vernetzung im Bereich der strategischen Vorausschau voran treiben soll.

## Organisation und Personal
Die Bundesakademie ist seit 2025 dem Unterstützungskommando der Bundeswehr nachgeordnet. Präsident und Vizepräsident der Akademie werden abwechselnd durch das Auswärtige Amt und das Bundesministerium der Verteidigung, meist Generale oder Admirale im Ruhestand, benannt. Im Januar 2024 hat mit Wolf-Jürgen Stahl erstmals ein aktiver Soldat die Führung der BAKS übernommen. Die Akademie besteht neben der Leitung aus einem Studienbereich und einem Unterstützungsbereich. Seit Februar 2016 besteht die Leitung neben dem Präsidenten, dem Vizepräsidenten und dem Direktor aus den drei Bereichsleitern (Kommunikation, Fachveranstaltungen, Seminare). Die Mitarbeiter des Studienbereichs werden von den Ministerien entsandt, die dem Bundessicherheitsrat angehören (Auswärtiges Amt, der Verteidigung Bundesministerium des Innern, der Justiz und für Verbraucherschutz, der Finanzen, für Wirtschaft und Energie und für wirtschaftliche Zusammenarbeit und Entwicklung).
Das Kuratorium setzt sich aus den Mitgliedern des Bundessicherheitsrats unter Vorsitz des Bundeskanzlers zusammen und entscheidet über grundsätzliche Fragen der Akademie. Ein Beirat hat die Aufgabe, das Kuratorium in allen Fragen der ressortübergreifenden sicherheitspolitischen Weiterbildung zu beraten. Im Beirat sind Personen aus den politisch und gesellschaftlich relevanten Bereichen vertreten. Mit der Konstituierung des 6. Beirates im September 2012 waren dies bspw. Herfried Münkler, Joachim Krause, Walter Wakenhut und der mittlerweile verstorbene Jörg Schönbohm.
| Nr. | Name                | von       | bis       |
| --- | ------------------- | --------- | --------- |
| 1   | Dieter Wellershoff  | 1992      | 1995      |
| 2   | Günter Joetze       | 1995      | 1999      |
| 3   | Hans Frank          | 1999      | März 2004 |
| 4   | Rudolf Adam         | Apr. 2004 | März 2008 |
| 5   | Kersten Lahl        | Apr. 2008 | Aug. 2011 |
| 6   | Hans-Dieter Heumann | Aug. 2011 | Sep. 2015 |
| 7   | Karl-Heinz Kamp     | Okt. 2015 | Sep. 2019 |
| 8   | Ekkehard Brose      | Okt. 2019 | Dez. 2023 |
| 9   | Wolf-Jürgen Stahl   | Jan. 2024 |           |

## Publikationen
Die BAKS lobt über den Freundeskreis BAKS alle zwei Jahre den Karl-Carstens-Preis aus, der nach dem früheren Bundespräsidenten benannt ist. Er zeichnet Persönlichkeiten aus, „die sich besonders um die Förderung sicherheitspolitischer Zusammenhänge im deutschsprachigen Raum und Vermittlung eines breiten Ansatzes moderner Sicherheitspolitik in der Öffentlichkeit verdient gemacht haben“.  Die Preisverleihung findet im Wechsel mit der „Manfred-Wörner-Rede“ statt. Diese soll an die Tradition der Memorial Speeches und an den ehemaligen Bundesverteidigungsminister und NATO-Generalsekretär Manfred Wörner erinnern sowie den sicherheitspolitischen Dialog fördern.
Von 2005 bis 2013 wurde von den Teilnehmern des früheren Seminars für Sicherheitspolitik eine sicherheitspolitische Analyse erarbeitet, diskutiert und vorgestellt.
Folgende Arbeiten wurden angefertigt:
- 2013: Unterschätzte sicherheitspolitische Herausforderungen für Deutschland und die EU[14]
- 2012: Vernetzte Sicherheit – Eine Auswahl sicherheitspolitischer Handlungsempfehlungen[15]
- 2011: Europa und der Vordere Orient – Zur strategischen Bedeutung der Türkei aus deutscher Sicht[16]
- 2010: Europäische Sicherheit und Russland – Optionen aus deutscher Sicht[17]
- 2009: Georgien im Fokus – Sicherheitspolitische Perspektiven für den Kaukasus – Handlungsempfehlungen für die deutsche Politik[18]
- 2008: Energiesicherheit 2050 – Eine ressortübergreifende Herausforderung[19]
- 2007: Asymmetrien als Herausforderung – Rahmenkonzept für eine ressortübergreifende Sicherheitspolitik[20]
- 2006: Sicherheitspolitik 2010 – präventiv, umfassend, nachhaltig[21]
- 2005: Impulse zur Entwicklung einer nationalen Sicherheitsstrategie der Bundesrepublik Deutschland[22]